# Jannicke Mikkelsen
Jannicke (Jane) Mikkelsen (* 8. Juni 1986 in Edinburgh, Vereinigtes Königreich) ist eine norwegische Kamerafrau und Filmregisseurin sowie Raumfahrerin.

## Leben
Jannicke Mikkelsen befasst sich als Kamerafrau und Regisseurin insbesondere mit Virtual Reality (VR), 3D-Animation und Computeranimation sowie Augmented Reality und arbeitet an den Grenzen des traditionellen Filmemachens.
Vom 1. bis 4. April 2025 nahm sie als „Kapselkommandantin“ an dem privaten Raumflug Fram2 teil. Der Flug wurde von dem Unternehmer Chun Wang finanziert und von dem Raumfahrtdienstleister SpaceX mit einer Crew Dragon durchgeführt. Mikkelsen war damit die erste norwegische Person im All.